# Крістобаль Сааведра Корвалан
Крістобаль Сааведра Корвалан (ісп. Cristóbal Saavedra Corvalán; нар. 1 серпня 1990) — колишній чилійський тенісист.
Найвищу одиночну позицію світового рейтингу — 284 місце досяг 21 листопада 2011, парну — 230 місце — 24 жовтня 2011 року.
Завершив кар'єру 2020 року.

## ATP Челленджер і ITF Ф'ючерс

### Одиночний розряд Титули (0)
| Легенда               |
| Серія ATP Челленджер  |
| Серія ITF Ф'ючерс (0) |

### Одиночний розряд поразка (2)
| Ранг | Дата              | Турнір        | Покриття | Суперник         | Рахунок              |
| 1.   | 19 жовтня 2009    | Чилі F2, Чилі | Ґрунт    | Антоніо Компорто | 2–6, 5–7             |
| 2.   | 26 листопада 2009 | Чилі F4, Чилі | Ґрунт    | Хорхе Агілар     | 7–6(12–10), 3–6, 3–6 |